# Niccolò da Bologna

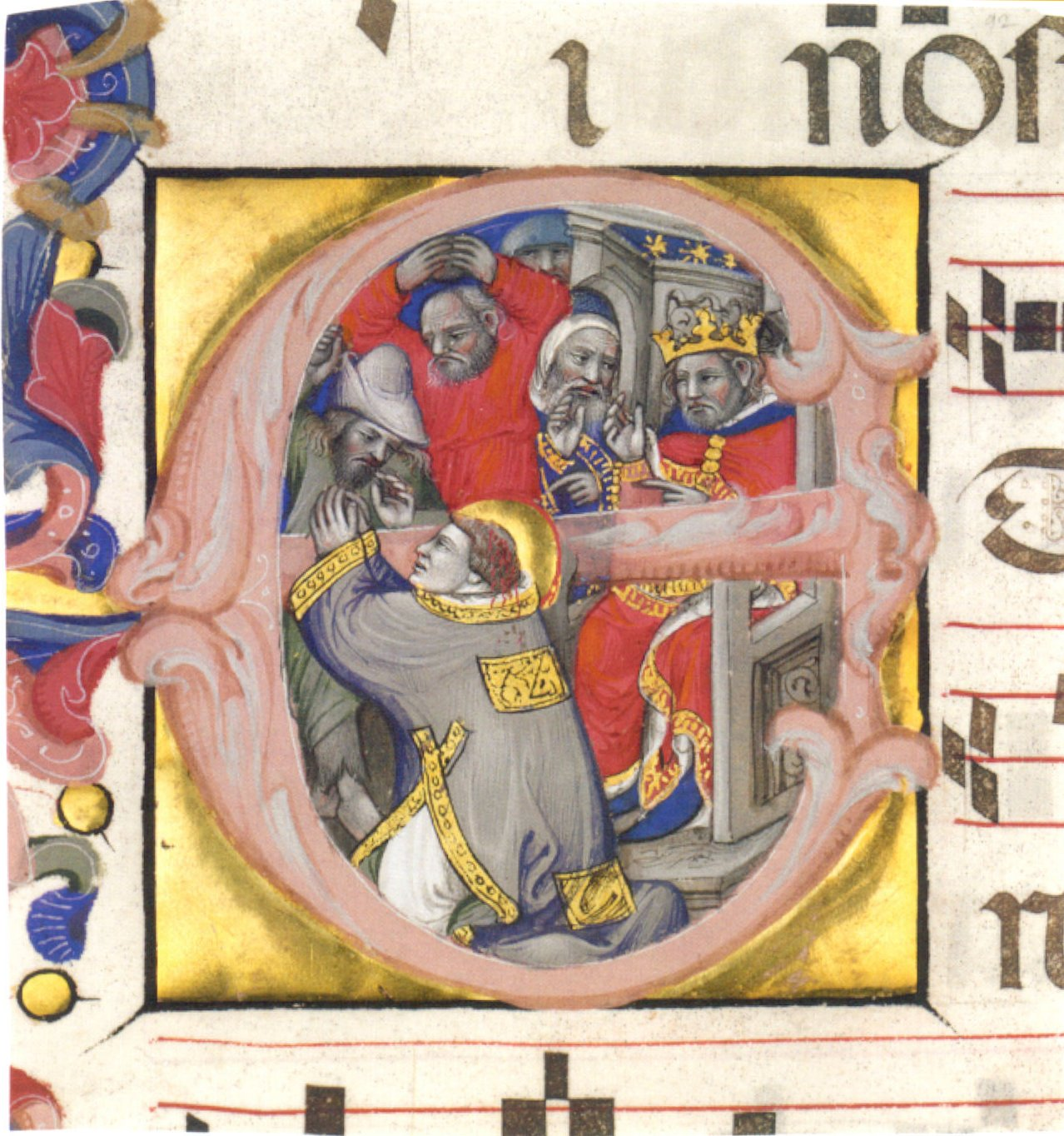
Iluminura mostrando O martírio de Santo Estêvão em um livro de coro. Metropolitan Museum of Art.

Niccolò di Giacomo da Bologna (c.1325 - 1403) foi um prolífico pintor de iluminuras da Itália renascentista. Ele e sua oficina se tornaram famosos executando ilustrações para obras de todos os tipos, sendo indicado iluminador oficial de Bolonha e membro do governo municipal.
Foi ativo entre 1349 e 1403. É universalmente conhecido por suas figuras expressivas, moldadas e cenas narrativas, lotadas e cheias de ação. As primeiras obras assinadas por Niccolò são cópias do Decreto de Graciano. Na Pontifícia Biblioteca Antoniana também há um coral (Liber VII, do século XIV) com a sua assinatura (Nicolaus de Bononia fecit), retratando o Cristo ressuscitado. 
Sua oficina iluminou uma variedade de outros manuscritos, incluindo textos de faculdade, livros de coral para igrejas e textos litúrgicos, livros devocionais particulares, manuscritos de poesia profana e estatutos.
Os documentos relacionados a ele  nos dão a figura de um artesão, que passou a uma condição econômica notável em virtude de muitas comissões de prestígio nos ambientes mais esclarecidos em Bolonha e muitas vezes também de instituições distantes da sua cidade.
Além disso, as consideráveis responsabilidades administrativas que assumiu no governo popular de Bolonha, estabelecido em 1376, estão amplamente documentadas.
Ele fez um testamento em 1399, mas ainda estava em atividade em 1403, quando ele provavelmente morreu, deixando ao seu filho Onofrio uma grande oficina, mas também um patrimônio artístico que, futuramente, não será correspondido.